# Földimókusformák
A földimókusformák (Xerinae) az emlősök (Mammalia) osztályának rágcsálók (Rodentia) rendjébe, ezen belül a mókusfélék (Sciuridae) családjába tartozó alcsalád.

## Rendszerezés
A földimókusformák alcsaládjába 3 nemzetség és 22 nem tartozik:
- Marmotini Pocock, 1923 nemzetség
  - Ammospermophilus Merriam, 1892 - 5 faj, Egyesült Államok délnyugati része és Észak-Mexikó
  - Callospermophilus Merriam, 1897 - 3 faj
  - prérikutya (Cynomys) Rafinesque, 1817 – prérikutyák, 5 faj, Észak-Amerika
  - Ictidomys J. A. Allen, 1877 - 3 faj, Észak-Amerika
  - Mormota (Marmota) Blumenbach, 1779 – mormoták, 14 faj
  - Notocitellus A. H. Howell, 1938 - 2 faj
  - Otospermophilus Brandt, 1844 - 3 faj
  - Poliocitellus A. H. Howell, 1938 - 1 faj
    - hosszúfarkú ürge (Poliocitellus franklinii) Sabine, 1822

  - Sciurotamias Miller, 1901 – 2 faj, Kína
  - Ürge (Spermophilus) F. Cuvier, 1825 – ürgék, 15 faj
  - Csíkosmókus (Tamias) Illiger, 1811 – csíkosmókusok, 25 faj, Mexikótól Kanadán át Szibériáig
  - Urocitellus Obolenskij, 1927 - 12 faj
  - Xerospermophilus Merriam, 1892 - 4 faj
- Protoxerini Moore, 1959 nemzetség
  - Epixerus Thomas, 1909 – álürgemókusok, 1 faj, Nyugat-Afrika
    - nyugati pálmamókus (Epixerus ebii) Temminck, 1853

  - Funisciurus Trouessart, 1880 – fészekrakó mókusok 9 faj, Közép- és Nyugat-Afrika
  - Heliosciurus Trouessart, 1880 – rövidfülű mókusok: 6 faj, Közép-, Nyugat- és Kelet-Afrika
  - Myosciurus Thomas, 1909 - 1 faj, Kamerun és Gabon
    - afrikai törpemókus (Myosciurus pumilio) Le Conte, 1857

  - Paraxerus Forsyth Major, 1893 – ligeti mókusok, 11 faj, Afrika
  - Protoxerus Forsyth Major, 1893 – olajpálmamókusok, 2 faj, Libériától Kenyáig és Angoláig
- Xerini Osborn, 1910 nemzetség – ürgemókusok
  - Atlantoxerus Forsyth Major, 1893 – észak-afrikai ürgemókus: 1 faj, Marokkó és Algéria
    - észak-afrikai ürgemókus (Atlantoxerus getulus) Linnaeus, 1758

  - Spermophilopsis Blasius, 1884 - 1 faj
    - Hosszúkarmú ürgemókus (Spermophilopsis leptodactylus) Lichtenstein, 1823

  - Xerus Hemprich & Ehrenberg, 1833 – valódi ürgemókusok, 4 faj, Afrika, Kivéve a Szaharát